# Time of Crisis
Time of Crisis ist ein Brettspiel der US-amerikanischen Spieleautoren Wray Ferrell und Brad Johnson. Das Spiel erschien 2017 im Verlag GMT Games, außerhalb der Vereinigten Staaten kann es nur als Import erworben werden. Die Kombination aus Deck-Building und Konfliktsimulation wurde häufig positiv angemerkt. Das Spiel ist nur auf Englisch erschienen.

## Thema und Ausstattung
Bei dem Spiel handelt es sich um ein Brettspiel, bei dem jeder Spieler die Rolle einer römischen Dynastie einnimmt, die zur Zeit der Reichskrise des 3. Jahrhunderts versucht, ihre Macht im antiken römischen Reich auszubauen und dadurch ihren Ruhm zu mehren. Die Spieler nutzen dabei Karten, um mit deren Hilfe entweder den Rückhalt in der eigenen Bevölkerung auszubauen, seine Macht politisch auf den Senat anderer Provinzen auszudehnen oder um militärisch gegen Widerstände vorzugehen.
Das Spielmaterial besteht neben der Spieleanleitung aus:
- einem Spielbrett, das das Mittelmeer und das Römische Reich in insgesamt zwölf Provinzen unterteilt darstellt
- vier Spielhilfen, mit den Kurzregeln für jeden Mitspieler
- fünf Krisentabellen, mit denen Ereignisse des Spielzugs bestimmt werden
- zahlreiche Counter, um die Armeen, Barbaren und Imperatoren des Spiels darzustellen
- zwei Kartendecks aus 102 Einfluss- und 18 Eventkarten bestehend
- sechs sechsseitigen Würfeln

## Spielweise
In Time of Crisis sucht sich jeder der Spieler eine Startprovinz aus. Auf dem Spielbrett ist Rom in zwölf Provinzen, Britannia, Gallia, Hispania, Italia, Pannonia, Thracia, Macedonia, Asia, Galatia, Syria, Africa und Aegyptus, aufgeteilt, von denen man bis auf Italia in allen beginnen darf. Der Start-Counter in seiner Farbe wird auf das Statthalter-Feld gelegt, ebenso der General-Counter, der ins Hauptstadtfeld der Provinz gelegt wird. Jeder Spieler bekommt drei Karten von allen drei Kartensorten der Stufe 1. Es gibt rote, die militärisch benutzt werden, um Armeen aufzustellen, zu bewegen oder um mit diesen anzugreifen. Außerdem gibt es blaue Karten, um Senatswahlen in anderen Provinzen abzuhalten, um den vorherigen Statthalter abzulösen oder gelbe Karten, um interne Probleme wie Aufstände zu befrieden oder seine Provinz zu stärken. Es gibt Karten der Stufen 1 bis 4, die bis auf die Karten der Stufe 1, noch zusätzliche Effekte hervorrufen.
Zu Beginn jedes Spielzugs wird dabei ein Ereignis ausgewürfelt, was entweder eine Verstärkung der feindlichen Germanen- oder Sassanidenstämme oder ein für Rom wichtiges Ereignis darstellen kann, wie dem Stattfinden der römischen Säkularfeier oder dem Auftauchen eines besonders starken Heerführers, der Rom angreift. Welche benachbarte Provinz die feindlichen Stämme angreifen, wird ebenfalls ausgewürfelt. Da jeder Mitspieler unter dem Auftauchen der äußeren Feinde zu leiden hat, müssen die Spieler unter Umständen gemeinsam die Barbarenstämme bekämpfen und die angegriffenen Provinzen befreien. Für das Beherrschen seiner Provinzen gibt es Ruhmespunkte, ebenso für denjenigen, der Imperator von Rom wird. Wer am Ende des Spiels, das entweder durch das Ziehen der Diokletian-Eventkarte angezeigt wird oder wenn einer 60 Ruhmespunkte erreicht hat, am meisten Punkte erzielen konnte, gewinnt das Spiel.
Time of Crisis kombiniert Eigenschaften eines Deck-Builders mit denen einer Konfliktsimulation. Im Gegensatz zu anderen Spielen mit dem Spielprinzip erhält man die Punkte, mit denen man sich neue Karten kauft, nicht über auf den Karten aufgedruckte Werte, sondern allein dadurch, wie viele Provinzen man erobert hat und wie viel Unterstützung man in den jeweiligen Provinzen erzielen konnte. Auch der Preis der Karten wird durch die Unterstützung, die man in seinen Provinzen erfährt, beeinflusst. Mit den dadurch erworbenen Punkten, kann man sich neue und stärkere Karten in sein Deck holen oder alte und schwächere wieder entsorgen. Diese Unterstützung kann durch das Bauen von Gebäuden, wie einem Amphitheater, erhöht werden, kann aber auch durch einfallende Germanen- oder Sassanidenstämme sinken. Sinkt dieser Wert auf null, wird man als Governor der Provinz abgesetzt und durch einen neutralen ersetzt. Wer es schafft, die Macht in Italia zu erobern, bekommt mehr Punkte. Es ist aber ebenso möglich seine Provinzen von Rom abzuspalten und sein eigenes Reich zu gründen und dadurch Punkte zu erwirtschaften. Eine Besonderheit ist noch, dass man am Ende seines Zuges sich die Karten aus seinem Deck mit den noch nicht gespielten Karten für den nächsten Zug aussucht und nicht zufällig zieht. Dadurch, dass im Vier-Spieler-Spiel bis zum eigenen Zug vier Ereignisse oder Barbarenangriffe und drei Züge der Mitspieler erfolgt sein können, ist die Planung des eigenen Zuges dennoch eingeschränkt, was das Chaos des Römischen Reiches zur Zeit der Krise darstellen soll.

## Spielentwicklung
Die Entwicklung von Time of Crisis begann 2014 als Wray Ferrell und Brad Johnson beide in Chicago wohnten. Sie diskutierten die Möglichkeit ein Deck-Building-Spiel wie Dominion mit einer Konfliktsimulation (Konsim) zu kombinieren, in denen die Ereignisse und Aktionen häufig mit Karten gesteuert werden. Nachdem man sich auf ein Framework festgelegt hatte, einigte man sich auf ein Thema. Wray Ferrell hatte schon länger die Idee ein Spiel über das Römische Reich zu machen. Die Idee, das Spiel über die komplette Römische Republik von Augustus bis zum Untergang Roms spielen lassen, wurde wegen der zu erwartenden Spieldauer verworfen. Letztendlich einigte man sich auf den Zeitraum der Reichskrise des 3. Jahrhunderts von 235 bis zum Amtsantritt von Diokletian 284/85 n. Chr.
Nachdem im Verlauf des Jahres 2014 die Idee zu Time of Crisis weiter heranreifte und man den militärischen Teil des Spiels entschärfte, letztendlich einigte man sich auf eine relativ leichte, auch für Einsteiger schnell zu begreifende Konfliktsimulation mit einer zu erwartenden Spieldauer von rund zwei bis dreieinhalb Stunden, sollte das Spiel beim US-amerikanischen Verlag GMT Games veröffentlicht werden und wurde im September 2014 in das interne "Project P500" aufgenommen. Dabei können Spiele vorbestellt werden, die bei Erreichen einer bestimmten Anzahl von Bestellungen fertig entwickelt und produziert werden. Ein Jahr später wurde die dafür notwendige Anzahl an Bestellungen erreicht und die Entwicklung des Spiels konnte forciert werden. Nachdem zunächst ein Veröffentlichungstermin im Sommer 2016 genannt wurde, wurde dieser mehrfach korrigiert, bis das Spiel im April 2017 aus der P500-Liste genommen und im Juni 2017 veröffentlicht wurde. Kurz nach Erscheinen des Spiels wurde eine Erweiterung und eine zweite Auflage angekündigt. Beides erschien schließlich 2019. Seit der zweiten Auflage wird das Spiel in einem extra großen Karton ausgeliefert, der Platz für die Erweiterung bietet. Ebenfalls 2019 erschien bei  Ergo Ludo Editions eine italienische Ausgabe von Time of Crisis.

## Erweiterung
Kurz nach der Veröffentlichung von Time of Crisis wurde 2018 eine bis dato unbenannte Erweiterung zu dem Spiel angekündigt. Während diese auf der Webseite vorbestellt werden konnte, wurde ein Wettbewerb ausgerufen, bei dem Namensvorschläge für die Erweiterung gemacht werden konnten. Im Jahr darauf, 2019, wurde bekannt gegeben, dass die Erweiterung Time of Crisis: The Age of Iron and Rust heißen wird. Im selben Jahr wurde sie auch veröffentlicht und an Vorbesteller verschickt. Dem Spiel werden drei Bots hinzugefügt, mit denen jeweils ein Mitspieler simuliert werden kann. War es vorher lediglich möglich, das Spiel mit zwei oder drei Spielern zu spielen, indem Provinzen der vorhandenen Karte beim Spielen ignoriert werden, ist es damit möglich auch alleine ein Vier-Personen-Spiel zu spielen. Es werden außerdem neue Imperatorregeln eingeführt, die die Spielstrategie variieren. Zusätzlich fügt die Erweiterung neue Einflusskarten hinzu, die entweder die alten ersetzen können oder mit den alten kombiniert werden können. Insgesamt besteht das Spielmaterial neben der Spieleanleitung aus:
- ein Kartendeck bestehend aus 102 Einflusskarten
- drei Spielhilfen, um Mitspieler zu simulieren (Bots)

## Belege
1. 1 2  muwins: TIME OF CRISIS – ROM VERLANGT… DECKBUILDER!
2. ↑  theplayersaid.com: The Most Recent Fruits of Wargame Hybridization
3. ↑  Zusammenfassung bei Boardgamegeek
4. ↑  GMT Games: Time of Crisis (Memento des Originals vom 24. September 2017 im Internet Archive)  Info: Der Archivlink wurde automatisch eingesetzt und noch nicht geprüft. Bitte prüfe Original- und Archivlink gemäß Anleitung und entferne dann diesen Hinweis.
5. ↑  Inside GMT Games: Time of Crisis Design Diary #3
6. 1 2 3  Inside GMT Games: Time of Crisis Design Diary: A Design History
7. 1 2  Inside GMT Games: Time of Crisis Design Diary #2
8. ↑  Die regelmäßig erscheinende Rückschau auf den Vormonat der neu erschienen und finanzierten Spiele des GMT-P500-Projekts